# 兹比格涅夫·拉乌
兹比格涅夫·拉乌（波蘭語：Zbigniew Rau，波蘭語發音：['zbiɡɲɛf ˈrau]；1955年2月3日—），波兰律师、政治家，曾任罗兹省总督，自2020年8月26日起担任波兰外交部长。

## 早年生活
1955年2月3日，兹比格涅夫·拉乌出生于波兰中部的罗兹，1977年毕业于罗兹大学，曾担任图书管理员，1980年加入團結工聯。
1982年，拉乌获得罗兹大学法学博士学位，此后曾在德国、英国、澳大利亚、美国等国的高等院校任教，曾任职于马克斯·普朗克学会、剑桥大学三一学院、德克薩斯大學奧斯汀分校等研究机构。1995年，他返回罗兹大学任职。1998年，拉乌被聘为馬佐夫舍地區托馬舒夫大学的发言人和校长助理。2007年，他被提名为亚历克西斯·德·托克维尔政治和法律思想中心的首任负责人。

## 政治生涯
拉乌在2005年波兰总统选举中支持法律與公正党籍的萊赫·卡欽斯基，同年当选参议员。拉乌还曾代表波兰参加歐洲理事會議員大會，并自2020年3月起成为欧洲保守党和民主联盟的成员。
2015年12月8日，拉乌被任命为罗兹省总督，后于2019年11月因担任众议员而卸任。2020年8月，他接替亚采克·查普托维奇出任外交部长。
2020年9月，拉乌会见沙特阿拉伯外交大臣费萨尔·本·法尔汉·阿勒沙特亲王，称沙特阿拉伯是波兰在中东最重要的合作伙伴。
2022年1月至2023年1月间，拉乌担任欧洲安全与合作组织轮值主席。

## 政治立场
拉乌政治立场保守，坚定支持右翼政党法律與公正。在担任省总督期间，他在罗兹省境内实施了完全去共化的政策。此外，他还批评LGBT运动和左派。
2018年，拉乌呼吁立即解除时任罗兹市长汉娜·兹丹诺夫斯卡的职务。兹丹诺夫斯卡是反对党公民綱領的成员，虽被指控腐败，但得到了该市市民的压倒性支持，并预计将在即将进行的选举中获胜。一些人认为拉乌的决定极具争议性和独断性，而兹丹诺夫斯卡最终也未被解除职务。